# Dakar 18
Pour les articles homonymes, voir Dakar et Dakar (homonymie).
Dakar 18 est un jeu vidéo de course de rallye-raid développé par Bigmoon Entertainment et édité par Deep Silver.

## Présentation
Dakar 18 ayant pour cadre le Rallye Dakar 2018, il propose les principaux pilotes et équipages.

## Système de jeu
Dakar 18 est un jeu de course se déroulant dans un environnement ouvert. Il propose des modes solo et multijoueur en hors ligne et en ligne. Le monde du jeu couvre une superficie de plus de 15 000 km², soit à peu près la taille de l'État américain du Connecticut (ou de la région de Moquegua au Pérou). Cinq catégories de véhicules seront disponibles: voitures, camions, motos, quads et SSV. Les joueurs ont également la possibilité de sortir de leur véhicule et d'explorer le monde à pied ou de désensabler le véhicule.

## Parcours
| Étape | Départ              | Arrivée             | Moto             | Auto             |
| ----- | ------------------- | ------------------- | ---------------- | ---------------- |
| 1     | Lima                | Pisco               | 31 km            | 31 km            |
| 2     | Pisco               | Pisco               | 267 km           | 267 km           |
| 3     | Pisco               | San Juan de Marcona | 295 km           | 295 km           |
| 4     | San Juan de Marcona | San Juan de Marcona | 330 km           | 330 km           |
| 5     | San Juan de Marcona | Arequipa            | 264 km           | 267 km           |
| 6     | Arequipa            | La Paz              | 313 km           | 313 km           |
| 7     | La Paz              | Uyuni               | 425 km           | 425 km           |
| 8     | Uyuni               | Tupiza              | 498 km           | 498 km           |
| 9     | Tupiza              | Salta               | 242 km (annulée) | 242 km (annulée) |
| 10    | Salta               | Belén               | 372 km           | 372 km           |
| 11    | Belén               | Fiambalá/Chilecito  | 280 km           | 280 km           |
| 12    | Fiambalá/Chilecito  | San Juan            | 375 km           | 522 km           |
| 13    | San Juan            | Cordoba             | 423 km           | 368 km           |
| 14    | Cordoba             | Cordoba             | 119 km           | 119 km           |

## Équipages et véhicules

### Motos
| KTM       | 1  | Sam Sunderland      | Royaume-Uni |
| KTM       | 2  | Matthias Walkner    | Autriche    |
| Yamaha    | 4  | Adrien van Beveren  | France      |
| Honda     | 5  | Joan Barreda        | Espagne     |
| Yamaha    | 7  | Franco Caimi        | Argentine   |
| KTM       | 8  | Toby Price          | Australie   |
| Husqvarna | 10 | Pablo Quintanilla   | Chili       |
| KTM       | 15 | Laia Sanz           | Espagne     |
| Honda     | 20 | Ricky Brabec        | États-Unis  |
| Yamaha    | 23 | Xavier de Soultrait | France      |
| Yamaha    | 44 | Rodney Faggotter    | Australie   |
| Honda     | 47 | Kevin Benavídes     | Argentine   |
| Husqvarna | 54 | Andrew Short        | États-Unis  |

### Autos
| Constructeur | N°  | Pilote               | Pilote         | Copilote           | Copilote   |
| ------------ | --- | -------------------- | -------------- | ------------------ | ---------- |
| Peugeot      | 300 | Stéphane Peterhansel | France         | Jean-Paul Cottret  | France     |
| Toyota       | 301 | Nasser Al-Attiyah    | Qatar          | Matthieu Baumel    | France     |
| Mini         | 302 | Nani Roma            | Espagne        | Alex Haro Bravo    | Espagne    |
| Peugeot      | 303 | Carlos Sainz         | Espagne        | Lucas Cruz         | Espagne    |
| Toyota       | 304 | Giniel de Villiers   | Afrique du Sud | Dirk von Zitzewitz | Allemagne  |
| Mini         | 305 | Mikko Hirvonen       | Finlande       | Andreas Schulz     | Allemagne  |
| Peugeot      | 306 | Sébastien Loeb       | France         | Daniel Elena       | Monaco     |
| Mini         | 307 | Orlando Terranova    | Argentine      | Bernardo Graue     | Argentine  |
| Peugeot      | 308 | Cyril Despres        | France         | David Castera      | France     |
| Toyota       | 309 | Bernhard ten Brinke  | Pays-Bas       | Michel Périn       | France     |
| Mini         | 310 | Bryce Menzies        | États-Unis     | Peter Mortensen    | États-Unis |
| Renault      | 315 | Carlos Sousa         | Portugal       | Pascal Maimon      | France     |
| Renault      | 322 | Emiliano Spataro     | Argentine      | Santiago Hansen    | Argentine  |
| Mitsubishi   | 354 | Cristina Gutiérrez   | Espagne        | Gabriel Moiset     | Espagne    |

### Camions
| Constructeur   | N°  | Pilote               | Pilote             | Copilote          | Copilote           | Mécanicien           | Mécanicien         |
| -------------- | --- | -------------------- | ------------------ | ----------------- | ------------------ | -------------------- | ------------------ |
| Kamaz          | 500 | Eduard Nikolaev      | Russie             | Evgeny Yakovlev   | Russie             | Vladimir Rybakov     | Russie             |
| Kamaz          | 502 | Dmitry Sotnikov      | Russie             | Ruslan Akhmadeev  | Russie             | Ilnur Mustafin       | Russie             |
| MAZ            | 503 | Aleksandr Vasilevski | Biélorussie        | Dzmitry Vikhrenka | Biélorussie        | Anton Zaparoshchanka | Biélorussie        |
| TATRA          | 505 | Martin Kolomý        | République tchèque | Jiří Stross       | République tchèque | Rostislav Plný       | République tchèque |
| Renault Trucks | 506 | Martin van den Brink | Pays-Bas           | Wouter Rosegaar   | Pays-Bas           | Daniel Kozolowsky    | République tchèque |
| Kamaz          | 507 | Ayrat Mardeev        | Russie             | Dmitriy Svistunov | Russie             | Aydar Belyaev        | Russie             |
| MAN SE         | 509 | Peter Versluiz       | Pays-Bas           | Marcel Pronk      | Pays-Bas           | Artur Klein          | Allemagne          |
| MAZ            | 512 | Siarhei Viazovich    | Biélorussie        | Pavel Harnain     | Biélorussie        | Andrei Zhyhulin      | Biélorussie        |
| MAZ            | 518 | Aliaksei Vishneuski  | Biélorussie        | Maksim Novikau    | Biélorussie        | Aliaksei Neviarovich | Biélorussie        |

## Accueil
- Jeuxvideo.com : 11/20 (PS4) - 11/20 (PC)[2]

Au moment de la sortie, le jeu est moyennement accueillis par les critiques qui fustigent les nombreux bugs et la prise en main difficile (notamment des véhicules légers), tout en soulignant une certaine finesse graphique et l'intêret de jouer à un jeu de course sortant de l'univers des circuits.
Au cours des mois suivants, de nombreuses mise à jour sont effectuées par les developpeurs permettant d'améliorer le gameplay. Les langues française et espagnole sont par ailleurs rajoutées à l'anglais.
Une extension permettant de participer aux Dakar Series (rallyes Ruta 40 et Inca) sont prévues).